# Pasquale Simone Neri

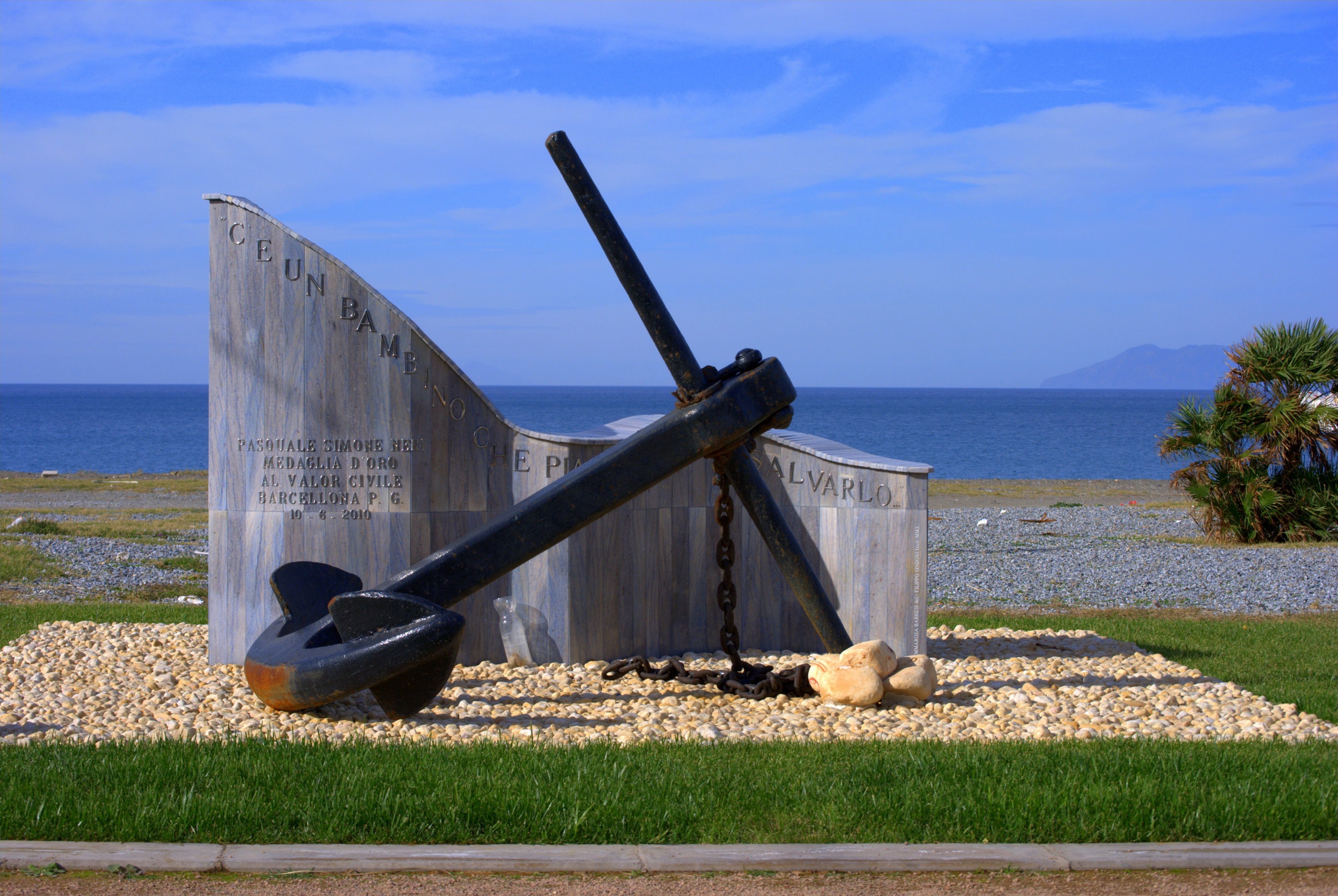
Monumento alla Medaglia d'Oro al valor civile Pasquale Simone Neri sul lungomare di Barcellona Pozzo di Gotto

Pasquale Simone Neri (Messina, 15 ottobre 1979 – Messina, 1º ottobre 2009) è stato un militare italiano, sottocapo di prima classe della Marina Militare italiana, morto il 1º ottobre 2009 dopo aver salvato 8 persone travolte dal fango nel corso dell'Alluvione di Messina del 2009.

## Biografia
Nato il 15 ottobre del 1979, è morto durante l'alluvione di Messina nella frazione di Giampilieri Superiore il 1º ottobre 2009. Sembra sia stato travolto dalla caduta di una parete mentre cercava di salvare un bambino dalla massa di fango dopo aver già messe in salvo altre 8 persone. Secondo unanimi testimonianze si è trattato di puro eroismo.

## Onorificenze
Nel 2011 l'Asilo Nido aziendale della Marina Militare del comprensorio Campo Palma di Augusta è stato intitolato a Pasquale Simone Neri, in memoria del suo eroico sacrificio.